# Galgenlieder

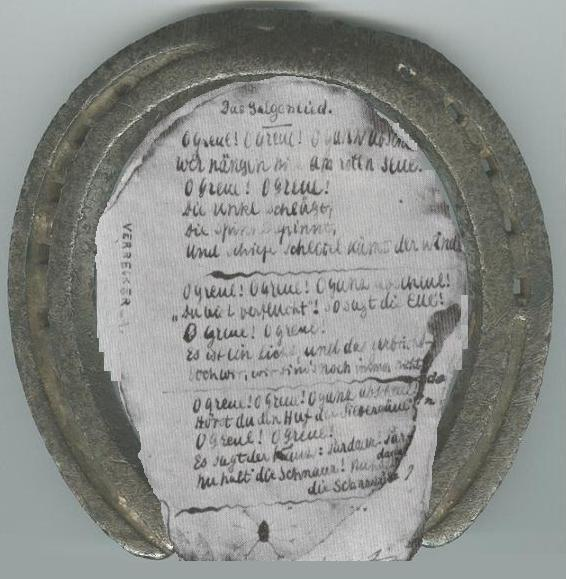
So etwa sah das Hufeisen aus. Diese Rekonstruktion besteht aus einer originalen Galgenlieder-Seite und einem ersetzten Hufeisen.

Galgenlieder ist ein erstmals im März 1905 im Verlag Bruno Cassirer (Berlin) erschienener Gedichtband (40 Gedichte in der 1. Auflage) von Christian Morgenstern, der ab 1895 daran gearbeitet hatte.

## Inhalt

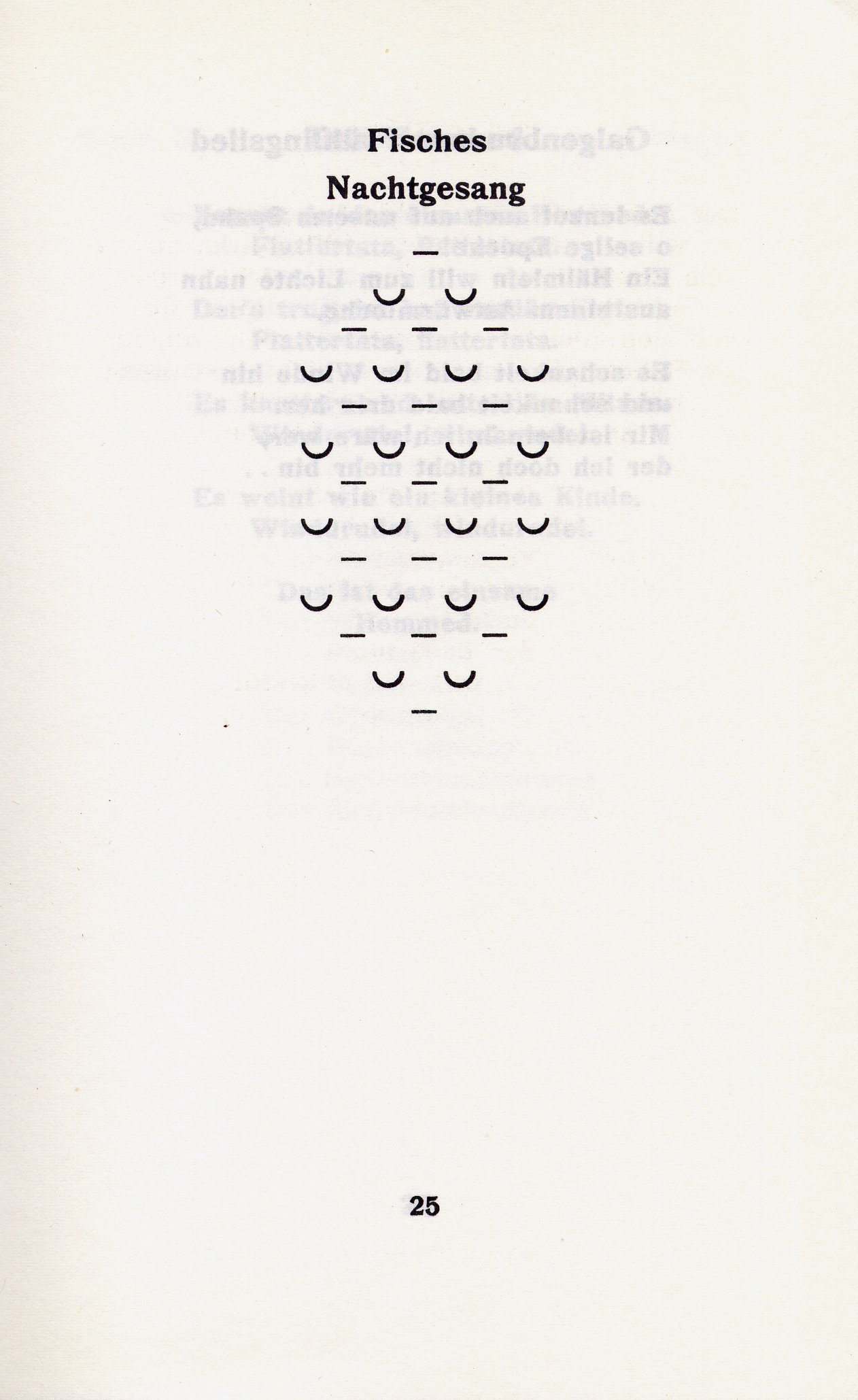
Fisches Nachtgesang

Unter dem Motto „Im ächten Manne ist ein Kind versteckt: das will spielen.“ – einem Nietzsche-Zitat – schrieb Morgenstern eine Reihe von formal und inhaltlich kindlich anmutenden, sprachspielerischen Gedichten, die auf große Begeisterung bei Hörern und Lesern stießen, von der Literaturkritik aber lange Zeit aufgrund ihres kindlichen Gestus übergangen oder unterschätzt wurden.
Bald schon entfernte sich Morgenstern in den Galgenliedern vom ursprünglichen Thema des Galgens und erweiterte diese um sprachspielerische, oft Dinge verlebendigende, grotesk anmutende Gedichte, die erstmals in der Sammlung Der Gingganz veröffentlicht wurden. Diese Galgenlieder geben sich bewusst harmlos, sind dabei aber, von der Forschung oft übersehen, interpretatorisch von doppelbödiger Natur, bedürfen „eines zweiten und dritten Blicks“. Die in der Forschung wiederholt als literarischer Nonsens verkannten Humoresken sind nicht bloße Spielerei, sondern, mit den Worten des Dichters gesprochen, „Spiel – und Ernst=Zeug“ [sic]. So besteht etwa Das große Lalulā aus vordergründig sinnlosen, dabei aber lyrisch-formal konsequent geordneten Silbenketten: Wie in so vielen Galgenliedern überhaupt wird hier „vor allen Experimenten der [literarischen] Avantgarde die Sprache selbst zum Anliegen der Dichtung“. Die komplette Auflösung unserer Sprache treibt Morgenstern schließlich in Fisches Nachtgesang, das nur noch aus Längen- und Kürzezeichen besteht, als einem „wortwörtlich stumme[n] Protest gegen sprachliche Konvention und geistige Unbeweglichkeit“ auf die Spitze. Im Gedicht Der Lattenzaun wird die Vorstellungskraft des Lesers bis an die Grenzen herausgefordert und ein Haus allein gebaut aus dem einem Zaun entnommenen „Zwischenraum“. Das im Gedicht Das Nasobēm beschriebene, „[a]uf seinen Nasen“ schreitende Sprachgeschöpf wurde zu einem bekannten Scherz in der Wissenschaft.

## Geschichte
Die Galgenlieder wurden zunächst 1895 im kleinen Kreis von acht Freunden, dem Bund der „Galgenbrüder“, bei Ausflügen zum Galgenberg in Werder (Havel) bei Potsdam im privaten Kreis vorgetragen. Wichtige Utensilien waren dabei in ein Hufeisen und zwischen Metallplatten in Form eines Henkersbeils gebundene Manuskripte (die skurrilen Exponate befinden sich heute im Deutschen Literaturarchiv in Marbach bzw. im Archiv des Verlages Urachhaus). Man traf sich in Kneipen, zelebrierte auf ironische Weise schön-schaurige Rituale (Durchschneiden des ‚Lebensfadens‘, Henken und Köpfen kleiner Puppen) und sang, auch zum Klavier, Morgensterns dazu verfasste Texte: die Galgen-Lieder. Bei diesen Treffen redeten sich die „Galgenbrüder“ mit Pseudonymen wie „Gurgeljochen“, „Verreckerle“ und „Raabenaas“ an; die tatsächlichen Namen waren Georg und Julius Hirschfeld, Fritz Beblo, Franz Schäfer, Paul Körner, Robert Wernicke, Friedrich Kayßler und Christian Morgenstern selbst. Zunächst hatte der Dichter die Manuskripte nicht für die Veröffentlichung vorgesehen. Bei Lesungen im Berliner Kabarett Überbrettl waren die Texte jedoch so erfolgreich, dass er sie zum Druck freigab. Die Galgenlieder erschienen im März 1905 in Buchform und begründeten den literarischen Ruhm Morgensterns. Ein Original der Erstausgabe befindet sich in der Sammlung des Christian-Morgenstern-Literatur-Museums in Werder/Havel.
Morgenstern ließ den imaginären Privatgelehrten Jeremias Müller und dessen Ehefrau Gundula (ursprünglich: Erica) eine umfangreiche Einleitung und augenscheinlich völlig abwegige Interpretationen zu den Gedichten schreiben, die den komischen Effekt zusätzlich verstärkten. Dass, wie bei einem Großteil der humoristischen Dichtung Morgensterns, der komische Effekt ein oft nicht nur vordergründiger war, zeigt Muellers alias Morgensterns Interpretation zu Fisches Nachtgesang, den er lapidar als „das tiefste deutsche Gedicht“ bezeichnet; berücksichtigt man die Fischform des Gedichts und die Abwesenheit konventioneller Sprache, sozusagen das Gedicht gewordene Verstummen, gewinnt der Nachtgesang des Fisches eine tatsächliche ‚Tiefe‘. Seine „kritischen Anmerkungen“ schickte Morgenstern 1908 mit einem Begleitbrief an seinen Verleger; der nahm sie aber in keine der folgenden Auflagen auf. Sie wurden postum 1921 in einem eigenen Bändchen unter dem Titel Über die Galgenlieder veröffentlicht.

## Resonanz

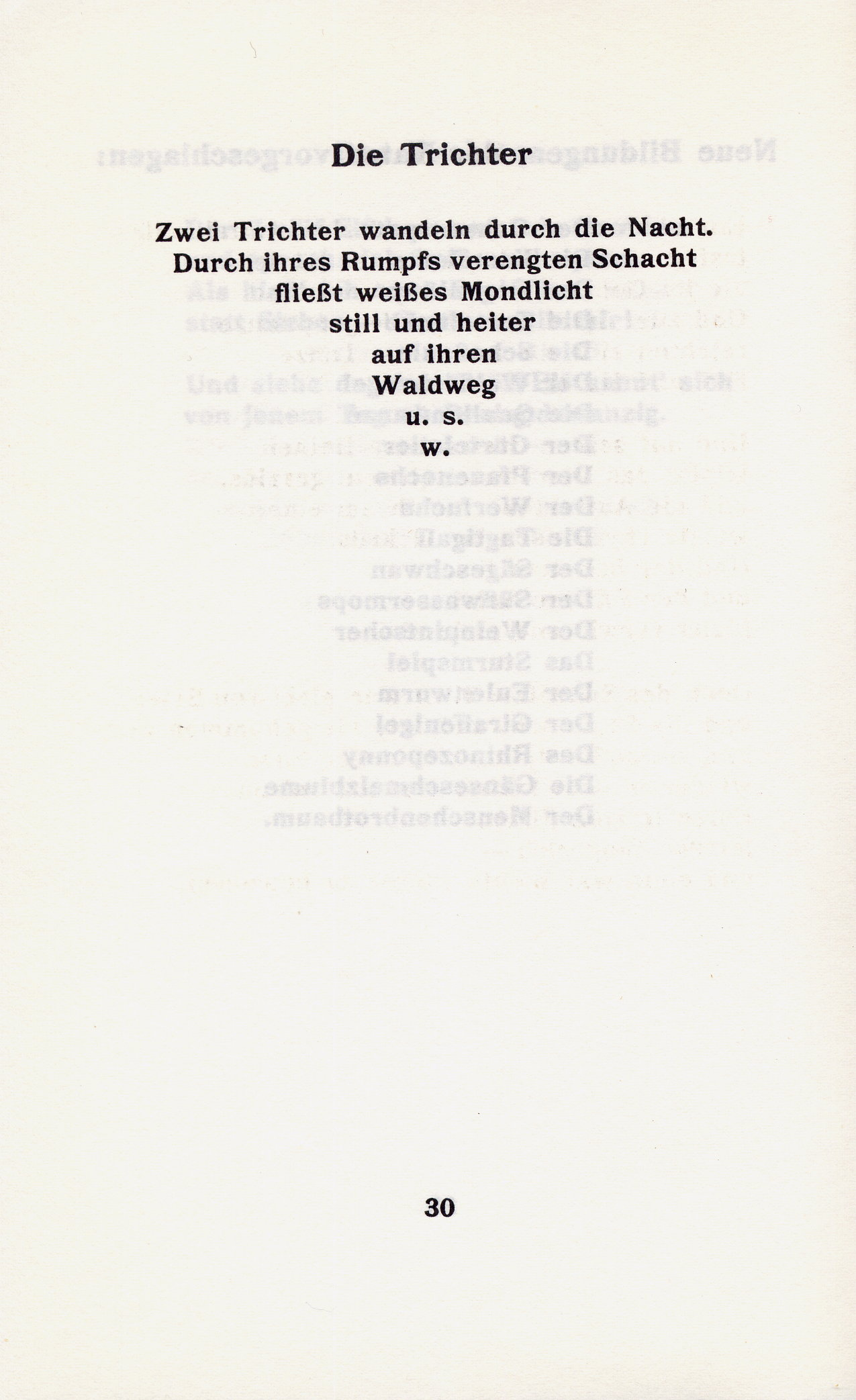
Die Trichter

Viele der ursprünglich als Liedtexte vorgesehenen Gedichte wurden zum Teil mehrfach vertont und illustriert.
Das Nasobēm begründete einen wissenschaftlichen Witz, der noch heute ausgebaut wird, und verfügt über mehrere, zum Teil illustrierte fingierte Lexikonartikel.
Das Gedicht Die Trichter wurde als Beispiel für ein Figurengedicht in die Brockhaus Enzyklopädie aufgenommen.
Das Gedicht Der Werwolf fand Eingang in zahlreiche Schulbücher des Deutschunterrichts.
Der Rabe Ralf stand Pate für Künstlernamen und Zeitungstitel.
2016 veröffentlichte das Online-Portal Signaturen Magazin Vertonungen aller Galgenlieder durch bekannte zeitgenössische Lyriker und Lyrikerinnen wie Konstantin Ames, Mara Genschel, Tobias Roth und Armin Steigenberger.

## Beispiel
Der Lattenzaun
Es war einmal ein Lattenzaun,

mit Zwischenraum, hindurchzuschaun.

Ein Architekt, der dieses sah,

stand eines Abends plötzlich da –

und nahm den Zwischenraum heraus

und baute draus ein großes Haus.

Der Zaun indessen stand ganz dumm,

mit Latten ohne was herum.

Ein Anblick gräßlich und gemein.

Drum zog ihn der Senat auch ein.

Der Architekt jedoch entfloh

nach Afri- od- Ameriko.

## Buchausgaben

### Erstausgabe
- Christian Morgenstern: Galgenlieder. Cassirer, Berlin 1905 (Umschlagzeichnung von Karl Walser). Digitalisat.

### Erweiterte Ausgaben
- Christian Morgenstern: Galgenlieder. 3., erweiterte Auflage. Cassirer, Berlin 1908.
- Christian Morgenstern: Galgenlieder. Nebst dem „Gingganz“, vom Christian Morgenstern durchgesehene Neuausgabe. Cassirer, Berlin 1913.
- Christian Morgenstern: Alle Galgenlieder. Durch 14 Gedichte aus dem Nachlass erweitert. Hrsg.: Margareta Morgenstern. Cassirer, Berlin 1932 (Neben den Galgenliedern noch durch die Sammlungen: Palmström (1910), Palma Kunkel (1916) und Der Gingganz (1919) ergänzt).
- 1940 wurde der Band Alle Galgenlieder in derselben Zusammenstellung durch den Insel-Verlag zu Leipzig veröffentlicht. Das Buch enthält einen vom Dichter selbst unter dem falschen Namen „Dr. Gundula Mueller“ verfassten, ironischen Versuch einer Einleitung zur dritten beziehungsweise ersten Auflage mit der Datumsangabe Im Schaltmonat A.D. MDCCCCCVIII.

### Textkritische Ausgabe
- Christian Morgenstern: Humoristische Lyrik. Kommentierte Ausgabe. In: Maurice Cureau (Hrsg.): Werke und Briefe. Band 3. Urachhaus, Stuttgart 1990, ISBN 3-87838-503-X.

### Aktuelle Ausgaben (Auswahl)
Einzelausgabe
- Christian Morgenstern: Galgenlieder. Serie Piper 291, München 2005, ISBN 3-492-20291-8 (Nachdruck der Neuauflage).

Erweiterte Ausgaben
- Galgenlieder, Gingganz und Horatius Travestitus. (= Sämtliche Dichtungen, Band 6), hg. u. mit einem Nachwort v. Heinrich O. Proskauer, Zbinden, Basel 1972, ISBN 3-85989-155-3.
- Alle Galgenlieder. Insel (= IT 6), Frankfurt 1972, ISBN 3-458-31706-6.
- Galgenlieder. Palmström. Palma Kunkel. Der Gingganz. Reclam (= RUB 9879), Stuttgart 1978, ISBN 3-15-009879-3.
- Alle Galgenlieder. (Fotomechanischer Nachdruck von Berlin 1932), Diogenes (= detebe 20400), Zürich 1981, ISBN 3-257-20400-0.
- Sämtliche Galgenlieder. Mit einem Nachwort von Leonard Forster und einer editorischen Notiz von Jens Jessen, Manesse, Zürich 1985, ISBN 3-7175-1696-5.
- Alle Galgenlieder. Nachwort von Jürgen Walter, Reclam, Stuttgart 1989, ISBN 3-15-050354-X.
- Galgenlieder. hg. v. Joseph Kiermeier-Debre, Deutscher Taschenbuch-Verlag (dtv Bibliothek der Erstausgaben), München 1998, ISBN 3-423-02639-1.
- Alle Galgenlieder. Mit 63 farbigen Illustrationen von Hans Ticha, Edition Büchergilde, Frankfurt am Main 2014, ISBN 978-3-86406-033-5.

### Übertragungen in andere Sprachen
- Das Mondschaf – The Moon Sheep. Eine Auswahl aus den Galgenliedern. Authorized English Version by A.E.W. Eitzen, Insel (Insel-Bücherei, Band 696), Wiesbaden 1953.
- Gallows Songs. Translated by W.D. Snodgrass and Lore Segal, Michigan Press, Ann Arbor 1967, LCCN 67025337,[7]
- Galgenlieder und andere Gedichte. Gallows Songs and other Poems. ausgewählt und ins Englische übertragen von Max Knight, Piper, München 1972.
- Songs from the Gallows: Galgenlieder. Translated by Walter Arndt, Yale University Press, New Haven 1993.
- Christian Morgenstern sechssprachig. Dreißig heitere Gedichte mit Übertragungen ins Englische, Französische, Hebräische, Italienische und Spanische. Mit 30 Grafiken von Igael Tumarkin. Hg. v. Niels Hansen, Urachhaus, Stuttgart 2004, ISBN 3-8251-7476-X.

## Schallplatten, Hörbücher, Vertonungen
- Günther Lüders: Galgenlieder. 10" LP. Telefunken, 1955.
- Will Elfes: Galgenlieder. LP. Vogue Schallplatten, 1964.
- Friedrich Gulda (Komposition, Begleitung) / Blanche Aubry (Gesang) / Georg Kreisler (Gesang): Sieben Galgenlieder, (B-Seite: Little Suite, Instrumental). LP, Preiser Records, Wien 1967, ISBN 3-902027-07-X.
  - CD-Neuveröffentlichung: 7 Galgenlieder. Grosser & Stein, 2006, ISBN 3-86562-546-0.
- John Wolf Brennan (Komposition) Morgenstern hat Gold im Mund. Eine chorische Annäherung an die Galgenlieder Christian Morgensterns. Pan-Verlag (pan 1007), Kassel 1995 ISBN 979-0-50216-100-2.
- Galgenlieder. Gelesen von Sven Görtz. Audio-CD. ZYX Music 2005, ISBN 3-86549-323-8.
- Jürgen Goslar liest … Christian Morgenstern: Galgenlieder, fliegende Blätter, Palmström. Audio-CD. Horchideen, 2006, ISBN 3-936549-15-X.
- Gert Fröbe Morgenstern am Abend. Audio-CD. Kein & Aber Records, Zürich 2021, ISBN 3-0369-1131-6.